# Scala – total verrückt
Scala – total verrückt  ist ein deutscher Spielfilm von Erik Ode aus dem Jahr 1958. Die Hauptrollen waren mit Claus Biederstaedt,  Germaine Damar und Violetta Ferrari besetzt. Das Drehbuch stammt von Hans Rameau nach einem Entwurf von Erik Ode, Rolf Ulrich und Jo Herbst. In der Bundesrepublik Deutschland kam der Film zum ersten Mal am 30. Dezember 1958 in die Kinos.

## Handlung
Harry Hall, der Chef der Revue-Truppe „Tiller Girls“, will verhindern, dass seine Mädchen wegen der Liebe zu einem Mann sein Unternehmen vorzeitig verlassen. Deshalb hat er jeden Vertrag mit der Klausel versehen, dass die Tänzerinnen ledig bleiben müssen. 
Anita, dem Star der Truppe, passiert gerade in einem Hamburger Kaufhaus ein Missgeschick, das ihr Leben gründlich verändern soll: Im Gewühle des Sommerschlussverkaufs wird sie von einer Meute Kundinnen fast erdrückt und fällt Bob, dem Sohn eines Reeders, direkt in die Arme. Weil sie in Eile ist, um rechtzeitig die nächste Probe zu erreichen, wird sie von ihrem Retter zum Theater gefahren. Es hilft aber alles nichts – sie kommt zu spät und muss den Spott ihres Chefs und den des Tanzmeisters ertragen. Unterwegs hat es zwischen den beiden jungen Leuten heftig gefunkt, so dass sie sich zu einem weiteren Treffen verabreden.
Kurz bevor die Truppe auf ihrer Tournee nach Lissabon weiterreisen will, wartet Linda ganz ungeduldig darauf, dass Bob noch kommt, um sich von ihr zu verabschieden. Erst in letzter Minute vor der Abfahrt trifft der Reederssohn am Omnibus ein und drückt seiner Angebeteten den Verlobungsring in die Hand.
Bobs Eltern haben als Braut für ihren Sohn ein Mädchen aus einer anderen Reederfamilie ausgesucht. Eine Tänzerin als Schwiegertochter halten sie nicht für standesgemäß. Der Junior aber kann den überholten Brauch nicht verstehen und lehnt sich gegen den Familienrat auf. Lediglich Tante Elvira schlägt sich auf seine Seite. Schließlich hat sie in jungen Jahren selbst einmal bei den „Tiller Girls“ getanzt. Jetzt aber will sie nicht nur dem Familienrat eins auswischen, sondern auch dem despotischen Truppenchef Hall. Sogleich reist sie nach Lissabon und kauft dort für zwei Wochen alle Eintrittskarten auf. So ist zwar für die Truppe der finanzielle Erfolg gesichert; als aber die Beteiligten bei der Premiere im Zuschauerraum nur eine einzige Person entdecken, ist das Entsetzen groß. Dies hat zur Folge, dass die Moral bei den Künstlern auf den Nullpunkt sinkt. Außerdem geht das Gerücht um, der Chef habe sich in seine Assistentin Linda verliebt und wolle sie heiraten. Unter diesen Umständen hat es Tante Elvira leicht, die ganze Truppe zum Streik aufzurufen, und dies jetzt bei gefülltem Haus. Hall bleibt nichts anderes mehr übrig, als gute Miene zum bösen Spiel zu machen und die fragwürdige Klausel in den Verträgen für ungültig zu erklären. So endet das ganze Theater für alle zufriedenstellend.

## Musik
In einem Revuefilm wie diesem spielt zwangsläufig die Musik eine große Rolle. Sie wurde komponiert von Heino Gaze. Barbara Aitken und Robby Gay schufen die Choreografie. In den gezeigten Schaunummern treten auf: die Tiller Girls aus London, Olive Moorefield, The Five Robertis, Chaz-Chase und Lucky-Latino-Brothers (vom Pariser Lido), The Dior Dancers (aus dem London Palladium). Die in dem Streifen gezeigten Zaubertricks stammen von dem Illusionisten Maldino.
Zu hören sind folgende Schlager: „Sommerschlussverkauf“, „Twinkle-Toe“, „…und deshalb ist der Alkohol gesund“, „Da kam ein gewisser Jonny“, „Scala – total verrückt“, „Lissabon“ und „Striptease!“

## Produktionsnotizen
Die Außenaufnahmen entstanden in Hamburg, die Innenaufnahmen in den Studios der CCC-Film in Berlin-Spandau. Die Bauten wurden von den Szenenbildnern Emil Hasler und Paul Markwitz entworfen. Ursula Stutz steuerte die Kostüme bei.

## Kritik
„Durchschnittlicher Revuefilm. Die banale Handlung – keines der Girls soll heiraten dürfen – ist mit einigen besseren Varieté- und Tanznummern verziert.“